# 村上弘 (行政学者)
村上 弘（むらかみ ひろし、1954年 - ）は、日本の行政学者。立命館大学法学部教授。専門は行政学、政治学、地方自治論。

## 略歴
京都府京都市出身。京都大学法学部卒業後、同大学大学院法学研究科に入学する。大学院ではドイツの地方自治について研究し、当時西ドイツにあったコンスタンツ大学やケルン大学での留学を経て、1986年に立命館大学に入職する。
2000年代以後には、道州制や大阪都構想などの自治体の統合案に対して、効率化への期待可能性や地方の民主主義や政策能力に与える負の影響について研究対象にしている。

## 著書

### 単書
- 『日本政治ガイドブック』法律文化社、2014年。ISBN 978-4-589-03609-4。
- 『日本の地方自治と都市政策－ドイツ・スイスとの比較』法律文化社、2003年。ISBN 9784589026828。

### 論文
- 「The Changing Party System inJapan 1993-2007 (PDF) 」（Ritsumeikan Law Review No.26）
- 「道州制は巨大州の夢を見るか？—22州案を含む道州制モデルの比較検討 (PDF) 」『立命館法学』2007年5号
- 「道州制は中選挙区制と原発の夢を見るか？—大型道州制のメリット、デメリット、波及効果 (PDF) 」『立命館法学』2009年2号
- 「道州制と代替案─広域自治体の国際比較を手がかりに」『季刊行政管理研究』130号、2010年
- 「大阪都の基礎研究 (PDF) 」『立命館法学』2010年3号